# Comuna Salme
Salme este o comună (vald) din Județul Saare, Estonia.
1. ↑  Maakatastri statistika (în estonă), Consiliul Funciar Eston[*], accesat în 17 octombrie 2018